# محمود غني زادة
محمود بن عبد الغني سلماسي المعروف باسم غني زادة (يونيو 1879 - 19 فبراير 1935) صحفي، محامي وشاعر إيراني.

## حياته
ولد في يونيو 1879/ جمادى الآخرة 1296 في سلماس. قضى تعليمه الأولي في مدارس مسقط رأسه وفي سن مبكرة تعمل في مجال الأعمال والتجارة، وفي الوقت نفسه كان مهتما بالصحافة والكتابة. ثم غادر إيران، وفي العثمانية والقوقاز، تعرف بعض المفكرين الإيرانيين مثل طالبوف تبريزي. عاد إلى إيران خلال سنوات الثورة الدستورية. أصدر صحيفة "فَرياد" (صرخة) عام 1907 بالأرومية. في عام 1908 ذهب إلى تبريز وشارك في نشر الصحيفة "شورايِ إيران (شورى إيران) الذي كان يديره حسين شريف زاده وعلي دواتشي. وفي عام 1926 أصدر صحيفة "سَهَند" في تبريز وكان هذا آخر نشاط صحفي له. توفي يوم 19 فبراير 1935 بتبريز بعد الإصابة بذات الرئة.